# Kuruhüyük, Felahiye
Kuruhüyük là một xã thuộc huyện Felahiye, tỉnh Kayseri, Thổ Nhĩ Kỳ. Dân số thời điểm năm 2008 là 345 người.